# Борчинско-хновский диалект
Борчинско-хновский диалект (южнорутульское наречие) — идиом, традиционно рассматриваемый как диалект рутульского языка, но существенно отличающийся от основного (северного, мухадского) диалекта рутульского языка. Распространён в Дагестане (Россия) и Азербайджане.

## География
Распространён в селах Борч (Рутульский район), Хнов (Ахтынский район), Новый Борч (Бабаюртовский район), а также в селе Шин (Шекинский район) Азербайджана.

## Классификация
Борчинско-хновский диалект является одним из четырёх диалектов рутульского языка.
По лексикостатистике Ю. Б. Корякова, процент совпадений между борчинско-хновским и другими рутульскими идиомами составляет 85-87 %, и на основе этого исследования, по его мнению, данный диалект потенциально можно выделить в виде отдельного языка.